# Costa Noroeste de Cádiz
Costa Noroeste de Cádiz és una comarca situada en la província de Cadis, a Andalusia. Està formada per la ciutat de Sanlúcar de Barrameda i les viles de Trebujena, Chipiona i Rota. Limita amb l'oceà Atlàntic, el riu Guadalquivir i les comarques de la Bahía de Cádiz, la Campiña de Jerez i el Bajo Guadalquivir. Una part dels termes municipals de Trebujena i Sanlúcar inclouen territoris dels Aiguamolls del Guadalquivir.
A Sanlúcar a més s'enclava la Pineda de l'Algaida-Aiguamolls de Bonanza, enclavament integrat en el Parc Natural de Doñana. Trebujena, Sanlúcar i Chipiona formen part de la Mancomunitat de Municipis del Bajo Guadalquivir, mentre que Rota està inclosa en la Mancomunitat de Municipis Badia de Cadis.
Sanlúcar de Barrameda és cap del partit judicial nº 6 la província de Cadis, que comprèn a més Trebujena i Chipiona. Rota és cap i únic municipi del partit judicial nº 11 de la província. Totes les seves poblacions formen part de la Diòcesi de Asidonia-Jerez, sota la jurisdicció eclesiàstica del bisbat homònim, sufragani de l'Arquebisbat de Sevilla. El territori d'aquesta comarca formava part de l'antic Regne de Sevilla i va estar durant segles sota el poder jurisdiccional de la Casa de Medina-Sidonia, sota el senyoriu de la qual es trobaven Sanlúcar, Trebujena, Chipiona i Rota, i de la Casa de Medinaceli, que va obtenir més tard Chipiona i Rota. La comarca de la Costa Nord-oest de Cadis coincideix gairebé exactament amb l'extensió geogràfica originària de la Senyoria de Sanlúcar.